# Цыбизова, Татьяна Игоревна
Татьяна Игоревна Цыбизова (род. 5 октября 1962, Бурли, Целинный край) — российский врач, государственный и политический деятель. Депутат Государственной Думы VII созыва. Член фракции «Единая Россия», член комитета Госдумы по охране здоровья.

## Биография
В 1985 году получила высшее медицинское образование по специальности «акушерство и гинекология» окончив лечебный факультет Волгоградского государственного медицинского института. Во время учёбы в институте являлась секретарём ВЛКСМ курса, а позже — факультета. В 1982 году была избрана на XIX съезд ВЛКСМ в качестве делегата съезда. С 1984 по 1986 год работала в должности заместителя секретаря комитета ВЛКСМ института на освобождённой основе. В 1998 году защитила диссертацию на соискание учёной степени кандидата медицинских наук в Волгоградской медицинской академии. С 1986 по 1992 год работала в Волгоградском государственном медицинском университете на факультете усовершенствования врачей в должности ассистента кафедры акушерства и гинекологии. С 1992 по 2001 год в работала в городской клинической больнице № 7 города Волгограда в должности заместителя главного врача по родовспоможению. С 2001 по 2005 год работала в Волгоградском медицинском колледже № 2 в должности директора. С 2005 по 2007 год работала в городской клинической больнице № 7 в должности главного врача.
В декабре 2003 года баллотировалась по спискам «Единой России» в Областную думу, по результатам распределения мандатов стала депутатом Волгоградской областной думы III созыва. Работала в комитете областной думы по социальной защите в должности председателя комитета.
В 2009 году повторно избрана по спискам партии «Единая Россия» депутатом Волгоградской областной думы IV созыва. В облдуме работала в комитете по организации государственной власти и местному самоуправлению в должности заместителя председателя комитета.
С 2010 по 2012 год работала в Волгоградском областном перинатальном центре № 2 в должности главного врача. С 2013 по 2014 год была членом партии «Гражданская платформа», однако на выборах 2014 года вновь баллотировалась от «Единой России».
В сентябре 2014 года баллотировалась в областную думу от партии «Единая Россия» по одномандатному избирательному округу № 9, по результатам выборов была избрана депутатом Волгоградской областной думы V созыва. В сентябре 2016 года досрочно сложила депутатские полномочия в связи с избранием в Госдуму.
В сентябре 2016 года баллотировалась от «Единой России» в Госдуму по одномандатному избирательному округу № 82, по результатам выборов избрана депутатом Государственной думы РФ VII созыва.

## Законотворческая деятельность
С 2016 по 2019 год, в течение исполнения полномочий депутата Государственной Думы VII созыва, выступила соавтором 53 законодательных инициатив и поправок к проектам федеральных законов.

## Награды и звания
- Отличник здравоохранения;
- Лауреат премии администрации Волгограда в области здравоохранения[9].